# KWrite
KWrite es un editor de texto ligero para el K Desktop Environment (KDE) (Entorno de escritorio KDE), bastante popular pero que pese a superar a los editores de consola presenta la desventaja de no poderse usar para recuperar el sistema (ya que no se carga el entorno KDE).

## Características
- Exportación a HTML
- Bloqueo del modo de selección (véase el screenshot)
- Seguimiento de código
- Marcadores
- Resaltado de sintaxis
- Posibilidad de elegir la codificación (pero no la detecta automáticamente, sino que usa siempre la predefinida del sistema al abrir un fichero, independientemente de su codificación)
- Modo de selección de fin de línea según (Unix, Windows, Macintosh)
- Compleción automática de palabras
- Edición de archivos alojados en servidores remotos (FTP, Fish ) (Ver imagen)

## La tecnología KParts
En KDE 2.x, KWrite no usaba la tecnología KParts, que permite introducir una aplicación dentro de otra. Así, Kwrite fue reescrito para usar esta tecnología. Permite al usuario elegir, por ejemplo, introducir Konsole dentro de Kwrite. Otras opciones incluyen el Qt Designer based text editor (editor de textos basado en el diseño QT) y el KDE advanced text editor (KATE) (Editor de textos avanzados de KDE). La última es la opción por defecto y hace uso del editor de textos Kate.

## Localización de KWrite
KWrite es una parte del paquete kdebase. Recientemente, ha sido distribuido con Kate y por ello su código fuente está localizado en el directorio "kwrite/".